# Xã Big Creek, Quận Newton, Arkansas
Xã Big Creek (tiếng Anh: Big Creek Township) là một xã thuộc quận Newton, tiểu bang Arkansas, Hoa Kỳ. Năm 2010, dân số của xã này là 244 người.